# Matt Johnson (Footballtrainer)
Matt Johnson ist ein US-amerikanischer American-Football-Trainer und ehemaliger -Spieler auf der Position des Quarterback. Zuletzt war er Head Coach der Hamburg Sea Devils in der European League of Football.

## Karriere

### Als Spieler
Johnson spielte von 2006 bis 2010 für die Bethune-Cookman University (B-CU) in Daytona Beach. In seiner letzten Saison bei den Wildcats warf Johnson Pässe für 2.53 Yards und 14 Touchdowns und lief für 700 Yards und erzielte damit weitere sieben Touchdowns. Die Wildcats wurden in dieser Saison Meister der Mid-Eastern Athletic Conference und HBCU National Champions.
2011 wurde Johnson von den BC Lions in der Canadian Football League (CFL) unter Vertrag genommen, aber noch vor der Saison entlassen. 2012 wurde er von den Saskatchewan Roughriders ins Trainingslager eingeladen, aber nicht verpflichtet.
Für die Saison 2013 wurde Johnson von den Kiel Baltic Hurricanes in der German Football League (GFL) verpflichtet. In 15 Spielen warf er Pässe für 2.669 Yards und 39 Touchdowns und lief für 1.239 Yards und zehn Touchdowns. Mit den Hurricanes zog er ins Halbfinale der GFL ein.

### Als Trainer
Nachdem Johnson der Durchbruch in der CFL nicht gelungen war, war er 2012 als Quarterback-Trainer bei der B-CU Wildcats tätig. Nach seiner Rückkehr aus Deutschland war er in selber Position tätig.
Anschließend war Johnson als Assistant Head Coach an der Fort Pierce Westwood High School (2016) sowie an der Flagler Palm Coast High School (2017–19) tätig. 2020/21 war er Offensive Coordinator an der Seabreeze High School. Von 2022 bis 2023 war er Quarterback Coach und Offensive Coordinator am McDaniel College in Westminster, Maryland.
Im November 2023 wurde Johnson als Head Coach der Hamburg Sea Devils für die Saison 2024 vorgestellt. Mit nur zwei siegreichen Spielen wurde er nach dem Ende der regulären Saison wieder entlassen.